# Etmopterus pseudosqualiolus
 Etmopterus pseudosqualiolus  — вид рода чёрных колючих акул семейства лат. Etmopteridae отряда катранообразных. Обитает в западной части Тихого океана на глубинах до 1102 м. Максимальный зарегистрированный размер 45,3 см. Тело сигарообразной формы, с коротким хвостовым стеблем. У основания обоих спинных плавников имеются шипы. Анальный плавник отсутствует. Коммерческой ценности не имеет.

## Таксономия
Впервые вид был описан в 2002 году. Голотип —   самец длиной 44,8 см, пойманный в 1996 году у берегов Новой Каледонии на глубине 1043—1102 м (24°52' ю. ш. и 167°31' в. д.). Паратипы: самец длиной 44,2, пойманный на подводном хребте Норфольк на глубине 668—870 м (25°23' ю. ш. и 168°18' в. д.), самец длиной 39,5 см, пойманный у берегов Новой Каледонии на глубине 1068—1170 м (25°42' ю. ш. и 167°15' в. д.), самец длиной 45,3 см, пойманный там же на глубине 1034—1056 м (23°56' ю. ш. и 161°53' в. д.), и самка длиной 41,4 см, пойманная на хребте Норфольк на глубине 870—1000 м (23°06' ю. ш. и 166°47' в. д.). Видовое название происходит от слов др.-греч. ψευδής — «ложный» и лат. squalus — «акула».

## Ареал
Etmopterus pseudosqualiolus обитают в юго-западной части Тихого океана у побережья Новой Каледонии. Эти акулы встречаются на подводных хребтах у дна на глубине от 668 до 1102 м. 

## Описание
Максимальный зарегистрированный размер составляет 45,3 см. Тело сигарообразное с коротким и выпуклым рылом и с коротким хвостовым стеблем, длина которого не превышает 14,8—16,6 %  длины тела. Расстояние от кончика рыла до рта составляет 7,3—8,2 % от длины тела. Глаза почти круглые, у края верхнего века имеется матовое пятно в виде полумесяца. У основания обоих спинных плавников расположены шипы. Окрас тёмный. Второй спинной плавник и шип крупнее первых. Грудные плавники маленькие и закруглённые. У взрослых самцов верхние зубы имеют по 7 зубцов, центральный зубец сильно выдаётся. Тело покрыто мелкими плакоидными чешуйками. На хвостовом стебле и на хвостовом плавнике имеются продольные тёмные отметины.

## Биология
Etmopterus pseudosqualiolus, вероятно, размножаются яйцеживорождением. 

## Взаимодействие с человеком
Вид не имеет коммерческой ценности. В качестве прилова попадает в коммерческие глубоководные тралы. В водах Новой Каледонии глубоководный промысел ведётся редко. Пойманных акул выбрасывают за борт. Международный союз охраны природы присвоил этому виду статус сохранности «Вызывающий наименьшие опасения»..